# Cantón de Anduze
El cantón de Anduze era una división administrativa francesa, que estaba situada en el departamento de Gard y la región de Languedoc-Rosellón.

## Composición
El cantón estaba formado por ocho comunas:
- Anduze
- Bagard
- Boisset-et-Gaujac
- Générargues
- Massillargues-Attuech
- Ribaute-les-Tavernes
- Saint-Sébastien-d'Aigrefeuille
- Tornac

## Supresión del cantón de Anduze
En aplicación del Decreto nº 2014-232 de 24 de febrero de 2014, el cantón de Anduze fue suprimido el 22 de marzo de 2015 y sus 8 comunas pasaron a formar parte; cinco del nuevo cantón de Alès-1, dos del nuevo cantón de Quissac y una del nuevo cantón de La Grand-Combe.